# Putain de guerre !
Putain de guerre ! est une bande dessinée réalisée par Jacques Tardi en 2008-2009 ayant pour sujet la Première Guerre mondiale. 

## Résumé
Cette bande dessinée décrit par une suite d'anecdotes le quotidien, les liens, la vie et surtout la mort des poilus dans les tranchées. Dans cette histoire on suit la vie d'un jeune soldat qui fera face à certains dilemmes. Il fait également face à toutes sortes d'horreurs auxquelles assistaient les poilus.

## Auteurs
Le travail de scénario et les dessins de Jacques Tardi sont complétés par un livret réalisé par l'historien Jean-Pierre Verney.

## Prix
- 2013 :  Prix Sproing de la meilleure bande dessinée étrangère
- 2014 :  Prix Eisner de la meilleure édition américaine d'une œuvre internationale
- 2015 :  Prix Urhunden du meilleur album étranger